# 王如痴故居
王如痴故居，位于祁东县太和堂镇向阳村二组，是红军将领王如痴的出生地，建于1903年1月，为湖南省重点文物保护单位。王如痴烈士墓就在附近。现在由王如痴的侄儿王聚云管理。

## 建筑概况
王如痴故居系青砖瓦房土木结构，属于典型的湘南地方四合院。院子共有房屋11间，占地面积268平方米，建筑面积563平方米。故居的木构件精雕细镂，龙飞凤舞。

## 周边景点
王如痴故居周边十公里内，还有太和堂镇的王佐烈士墓以及曹炎烈士墓，周边三十公里以内还有黄土铺的衡宝战役烈士纪念碑。

## 外部連結
. CNKI學問.   [2018-07-20]. （原始内容存档于2018-07-20）.